# Kenji Yahata
Kenji Yahata (japanisch 八幡 賢司, Yahata Kenji; * 4. November 1980 in der Präfektur Ehime) ist ein ehemaliger japanischer Hürdenläufer, der sich auf die 110-Meter-Distanz spezialisiert hat.

## Sportliche Laufbahn
Erste internationale Erfahrungen sammelte Kenji Yahata im Jahr 2007, als er bei den Asienmeisterschaften in Amman in 13,86 s den fünften Platz belegte und sich auch für die Weltmeisterschaften in Osaka qualifizierte, bei denen er aber mit 13,92 s in der ersten Runde ausschied. 2011 erreichte er bei den Asienmeisterschaften in Kōbe in 13,96 s Rang fünf und 2014 bestritt er in Yamaguchi seinen letzten Wettkampf und beendete damit seine aktive sportliche Karriere im Alter von 33 Jahren.
2012 wurde Yahata japanischer Meister im 110-Meter-Hürdenlauf.

## Persönliche Bestleistungen
- 100 m Hürden: 13,58 s, 20. Mai 2007 in Kumagaya
  - 60 m Hürden (Halle): 8,03 s, 21. Februar 2004 in Yokohama